# London's Yellow Peril
London's Yellow Peril è un cortometraggio muto del 1915 diretto da Maurice Elvey.

## Produzione
Il film fu prodotto dalla British & Colonial Kinematograph Company.

## Distribuzione
Distribuito dalla Davison Film Sales Agency (DFSA) e dalla Standard Pictures Distributing Company, uscì nelle sale cinematografiche britanniche nel marzo 1915.